# Jean-Georges-Charles Voidel
Jean-Georges-Charles Voidel, né le 8 septembre 1758 à Château-Salins (Royaume de France) et mort le 2 mars 1812 à Middelbourg (Empire français), est un avocat français, élu député de Moselle, représentant du tiers état des communes du bailliage de Sarreguemines aux États généraux de 1789. Il prête le Serment du Jeu de paume, est député de Assemblée constituante de 1789 et plus tard membre du Club des jacobins.

## Biographie
Jean-Georges-Charles Voidel est né le 8 septembre 1758 à Château-Salins, dans le duché de Lorraine.
Avocat à Morhange, Voidel est élu député de la Moselle à l’Assemblée nationale constituante. Il prête le serment du Jeu de paume. 
Le 26 avril 1790, il fait partie des nouveaux membres du comité des recherches, avec : Poulain de Corbion, l'abbé Joubert, de Pardieu, Ledéan, Cochon de l'Apparent, Payen-Boisneuf, Verchère de Reffye, Rousselet, de Macaye, de Genlis, Babey. Puis il devient président de ce Comité et à ce titre, un puissant personnage. En effet, ce Comité est l'organe policier de cette époque.
Membre du club des jacobins, puis du club des feuillants, il intervient régulièrement à l'Assemblée et propose notamment le serment ecclésiastique. À la dissolution de la Constituante, il est juge au tribunal civil de Paris. Conseiller du duc d'Orléans, il prend sa défense au tribunal révolutionnaire, en novembre 1793. Arrêté en mars 1794, il est incarcéré à Paris avec le ci-devant général Alexandre de Beauharnais dont il devient l'exécuteur testamentaire. La chute de Robespierre, le 26 juillet 1794, lui rendra la liberté. 
Plus tard, Charles Voidel ne put obtenir qu’une place dans l'enregistrement comme vérificateur puis comme directeur. Il vota contre le consulat à vie.
Jean-Georges-Charles Voidel, meurt le 2 mars 1812 dans la ville de Middelbourg, alors située en France dans le département des Bouches-de-l'Escaut.

### Webographie
- Assemblée nationale, « Jean, Georges, Charles Voidel », sur Assemblée nationale, 2018 (consulté le 16 décembre 2018).